# Schulmuseum

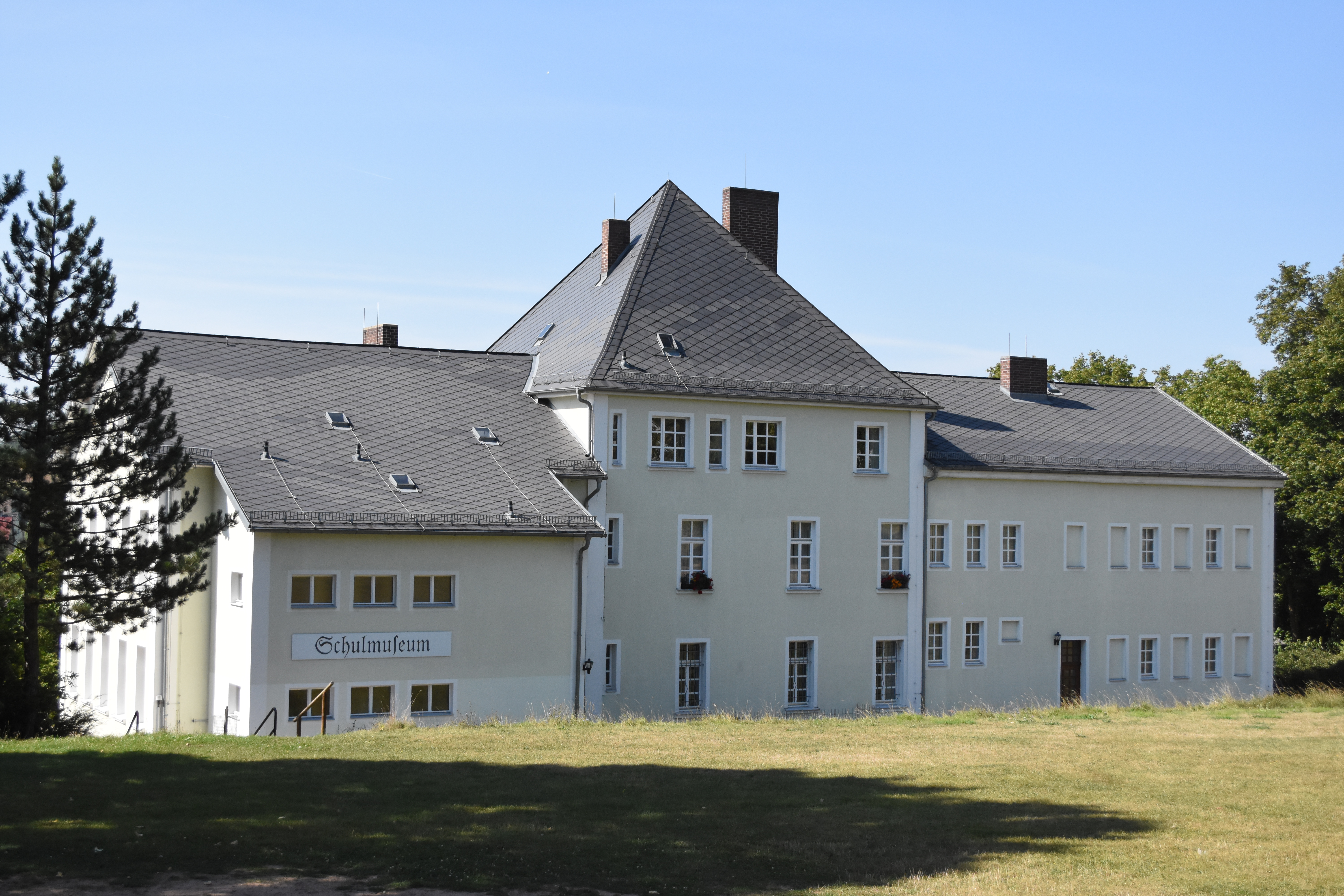
Sulzbach-Rosenberg, Stadtteil Rosenberg, Schulmuseum, das erste Museum dieser Art in Bayern

Schulmuseen sind Einrichtungen, die regionale Schulgeschichte zeigen. Meist bilden Exponate (Schulbänke, Tafeln, Schulbücher, …) aufgelöster Schulen den Kern der Ausstellung – oft verbunden mit dem Angebot, eine historische Schulstunde als Schüler zu erleben. Wenige Museen zeigen auch Ausschnitte der regionalen Schulgeschichte im Überblick. Einzelne Schulmuseen (z. B. Friedrichshafen, Bremen, Hamburg und Leipzig) beschäftigen sich auch mit der reformpädagogischen Schulgeschichte sowie wegweisender und innovativer Schulbauarchitektur (z. B. Tauberbischofsheim).

## Geschichte
In Deutschland entstanden Schulmuseen zunächst in der zweiten Hälfte des 19. Jahrhunderts und waren eng verbunden mit regionalen oder städtischen Lehrervereinen. Aus der Einsicht, den Unterricht professionalisieren zu müssen, wurden in den Lehrervereinen Materialien zusammengetragen, um den Unterricht anschaulich zu gestalten, zumal es damals noch keine Lehrmittelindustrie gab. Durch den Ersten Weltkrieg wurde diese Tradition nachhaltig unterbrochen. Die Lehrervereine waren buchstäblich ausgeblutet. Trotzdem wurde in der Weimarer Zeit – mit geringem Erfolg – versucht, die Tradition wieder zu beleben. Der Zweite Weltkrieg unterbrach diese Tradition ganz. Nach dem Krieg entstanden Schulmuseen, um die vergangenen Epochen der Schulgeschichte zu dokumentieren.
Im Jahr 2000 entschloss sich die Österreichische Gesellschaft für Historische Pädagogik und Schulgeschichte (ÖGHPS) erstmals, ein virtuelles Schulmuseum zu schaffen.